# ميغل أبريغو
ميغل أبريغو (بالإسبانية: Miguel Abrigo)‏ (ولد في 29 مارس 1974 في باسافيلباسو، محافظة إنتري ريوس) وهو لاعب كرة قدم أرجنتيني سابق لعب في الخط الدفاعي.
لعب أبريغو في دوري الدرجة الأولى الأرجنتيني مع نادي نيولز أولد بويز وتيرو فيديرال ولعب أيضا لأندية الدرجات السفلى، كما لعب أيضا في الدوري البوليفي لكرة القدم.

## وصلات خارجية
- Argentine Primera statistics (بالإسبانية)
- BDFA profile (بالإسبانية)